# Olof Thunbergs medverkan i filmer, TV och radio

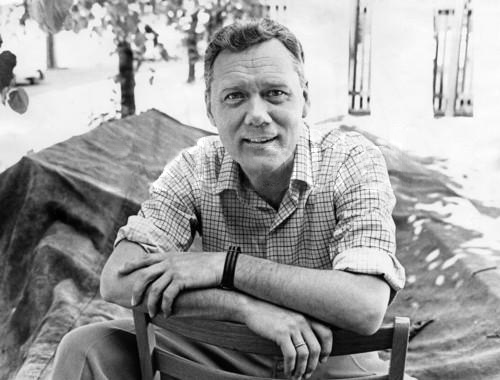
Olof Thunberg, 1968.

Olof Thunberg (1925–2020) var en svensk skådespelare och regissör som medverkat i följande film-, TV- och radioproduktioner.

## Filmografi

### Långfilmer
| Premiär | Premiär      | Produktion (fetmarkering = originalversion)  | Insatser | Insatser  | Insatser  | Insatser                                       | Regissör                              | (Dubbningsregissör)          | Ref.        |
| år      | dag          | Produktion (fetmarkering = originalversion)  | skåd.    | röstskåd. | berättare | roll                                           | Regissör                              | (Dubbningsregissör)          | Ref.        |
| ------- | ------------ | -------------------------------------------- | -------- | --------- | --------- | ---------------------------------------------- | ------------------------------------- | ---------------------------- | ----------- |
| 1947    | 19 november  | Två kvinnor                                  | ✔        |           |           | dansande på Spindeln                           | Arnold Sjöstrand                      |                              | [ 1 ]       |
| 1953    | 24 april     | Barabbas                                     | ✔        |           |           | en soldat vid Sahaks kors                      | Alf Sjöberg                           |                              | [ 1 ]       |
| 1953    | 22 maj       | I dur och skur                               | ✔        |           |           | Ström, Sids dekoratör                          | Stig Olin                             |                              | [ 1 ]       |
| 1953    | 5 oktober    | Vingslag i natten                            | ✔        |           |           | ung man hos kyrkoherden                        | Kenne Fant                            |                              | [ 1 ]       |
| 1953    | 19 december  | Resan till dej                               | ✔        |           |           | pressfotograf på "Hemmet och vi"               | Stig Olin                             |                              | [ 1 ]       |
| 1954    | 26 december  | Skrattbomben                                 | ✔        |           |           | bov                                            | Börje Larsson                         |                              | [ 1 ]       |
| 1955    | 22 augusti   | Vildfåglar                                   | ✔        |           |           | portvakt vars dotter mördas                    | Alf Sjöberg                           |                              | [ 1 ]       |
| 1955    | 8 oktober    | Finnskogens folk                             | ✔        |           |           | Even                                           | Ivar Johansson                        |                              | [ 1 ]       |
| 1955    | 19 december  | Lady och Lufsen                              |          | ✔         |           | Boris och Trofast                              | W. Jackson/H.S. Luske/C. Geronimi     | Olof Thunberg                | [ 1 ]       |
| 1956    | 13 februari  | Djuren gör revolt                            |          | ✔         |           |                                                | John Halas/Joy Batchelor              |                              | [ 3 ] [ 4 ] |
| 1956    | 20 februari  | Egen ingång                                  |          |           | ✔         |                                                | Hasse Ekman                           |                              | [ 1 ]       |
| 1956    | 23 juli      | 7 vackra flickor                             | ✔        |           |           | teaterregissör                                 | Håkan Bergström                       |                              | [ 1 ]       |
| 1957    | 4 mars       | Vägen genom Skå                              | ✔        |           |           | lokbiträdet                                    | Hans Dahlin                           |                              | [ 1 ]       |
| 1957    | 25 mars      | En drömmares vandring                        | ✔        |           |           | kapten Stuart, Ziris man                       | Lars-Magnus Lindgren                  |                              | [ 1 ]       |
| 1957    | 1 juli       | Med glorian på sned                          | ✔        |           |           | Liljeroth, annonschef på bokförlaget           | Hasse Ekman                           |                              | [ 1 ]       |
| 1957    | 7 oktober    | Vildmarkssommar                              |          |           | ✔         |                                                | Bertil Haglund/Lars V. Werner         |                              | [ 1 ]       |
| 1957    | 26 december  | Prästen i Uddarbo                            | ✔        |           |           | Per Halvarsson, kyrkvaktmästare                | Kenne Fant                            |                              | [ 1 ]       |
| 1958    | 25 augusti   | Fridolf sticker opp!                         | ✔        |           |           | bilskoleläraren                                | Torgny Anderberg                      |                              | [ 1 ]       |
| 1958    | 2 september  | Perri: en vildmarksfantasi                   |          |           | ✔         |                                                | N. Paul Kenworthy Jr./Ralph Wright    |                              | [ 5 ]       |
| 1959    | 26 januari   | Fröken Chic                                  | ✔        |           |           | notarie Olofsson vid Avdelningen för namnskydd | Hasse Ekman                           |                              | [ 1 ]       |
| 1959    | 16 juli      | Fly mej en greve                             | ✔        |           |           | sångläraren (bortklippt i den slutliga filmen) | Torgny Anderberg                      |                              | [ 1 ]       |
| 1959    | 27 oktober   | Det fantastiska äventyret                    |          |           | ✔         |                                                | Karel Zeman                           |                              | [ 1 ]       |
| 1959    | 26 december  | Lejon på stan                                | ✔        |           |           | borgmästaren                                   | Gösta Folke                           |                              | [ 1 ]       |
| 1960    | 26 september | Sommar och syndare                           | ✔        |           |           | Ove Högsbo, läppstiftsfabrikant                | Arne Mattsson                         |                              | [ 1 ]       |
| 1960    | 15 februari  | Tärningen är kastad                          | ✔        |           |           | Didrik Cornelius, tv-producent                 | Rolf Husberg                          |                              | [ 1 ]       |
| 1961    | 1 september  | När seklet var ungt                          |          |           | ✔         |                                                | Gardar Sahlberg/Arne Karlsson         |                              | [ 1 ]       |
| 1961    | 6 oktober    | Pärlemor                                     | ✔        |           |           | Holm, skomakare                                | Torgny Anderberg                      |                              | [ 1 ]       |
| 1961    | 26 december  | Pongo och de 101 dalmatinerna                |          | ✔         |           | översten, fårhund                              | W. Reitherman/H.S. Luske/C. Geronimi  | Martin Söderhjelm            | [ 1 ]       |
| 1963    | 4 februari   | Det är hos mig han har varit                 | ✔        |           |           | en bekant till Hans                            | Arne Mattsson                         |                              | [ 1 ]       |
| 1963    | 11 februari  | Nattvardsgästerna                            | ✔        |           |           | Fredrik Blom, organist                         | Ingmar Bergman                        |                              | [ 1 ]       |
| 1963    | 2 september  | Adam och Eva                                 | ✔        |           |           | R. Boklund, bokhandlare                        | Åke Falck                             |                              | [ 1 ]       |
| 1963    | 28 september | Prins Hatt under jorden                      | ✔        |           |           | Roland, kabarésångare                          | Bengt Lagerkvist                      |                              | [ 1 ]       |
| 1964    | 16 december  | Äktenskapsbrottaren                          | ✔        |           |           | kommissarie Vilja                              | Hasse Ekman                           |                              | [ 1 ]       |
| 1966    | 1 april      | Oj oj oj eller Sången om den eldröda hummern |          |           | ✔         |                                                | Torbjörn Axelman                      |                              | [ 1 ]       |
| 1968    | 18 februari  | Villervalle i Söderhavet                     | ✔        |           |           | Dr Ernst Botman, näringsexpert                 | Torgny Anderberg                      |                              | [ 1 ]       |
| 1968    | 9 december   | Djungelboken                                 |          | ✔         |           | Shere Khan, tigern                             | Wolfgang Reitherman                   | Martin Söderhjelm            | [ 1 ]       |
| 1975    | 18 december  | Smurfarna och den förtrollade flöjten        |          | ✔         | ✔         | berättaren + boven Fräckelin                   | Peyo/José Dutillieu                   | Doreen Denning               | [ 1 ]       |
| 1975    | 6 september  | Flåklypa Grand Prix                          |          | ✔         |           | Rudolf Blodstrupmoen m fl                      | Ivo Caprino                           |                              | [ 1 ]       |
| 1976    | 20 november  | Agaton Sax och Byköpings gästabud            |          | ✔         |           | Agaton Sax                                     | Stig Lasseby                          |                              | [ 1 ]       |
| 1978    | 2 december   | Bernard och Bianca                           |          | ✔         |           | Rufus                                          | J. Lounsbery/A. Stevens/W. Reitherman | Doreen Denning               | [ 1 ]       |
| 1980    | 1 augusti    | Sverige åt svenskarna                        | ✔        |           |           | svensk munk                                    | Per Oscarsson                         |                              | [ 1 ]       |
| 1981    | 21 mars      | SOPOR                                        |          |           | ✔         |                                                | Tage Danielsson                       |                              | [ 1 ]       |
| 1981    | 5 december   | Micke och Molle: vänner när det gäller       |          | ✔         |           | grävling                                       | T. Berman/R. Rich/A. Stevens          |                              | [ 1 ]       |
| 1982    | 2 december   | Snövit och de sju dvärgarna (nydubbning)     |          | ✔         |           | Butter                                         | David Hand                            | Doreen Denning               | [ 1 ]       |
| 1985    | 29 november  | Taran och den magiska kitteln                |          | ✔         |           | Dallben                                        | T. Berman/R. Rich                     | Doreen Denning               | [ 1 ]       |
| 1986    | 14 mars      | Amorosa                                      | ✔        |           |           | Ernst von Krusenstjerna                        | Mai Zetterling                        |                              | [ 1 ]       |
| 1989    | 24 februari  | Lady och Lufsen (nydubbning)                 |          | ✔         |           | Trofast                                        | W. Jackson/H.S. Luske/C. Geronimi     | Doreen Denning               | [ 1 ]       |
| 1989    | 15 december  | Landet för längesedan                        |          |           | ✔         |                                                | Don Bluth                             | Doreen Denning               | [ 1 ]       |
| 1990    | 21 december  | Den oändliga historien II: ett nytt kapitel  |          | ✔         |           | Falkor                                         | George Miller                         | Britt Olofsson               | [ 1 ]       |
| 1993    | 3 april      | Fern Gully: den sista regnskogen             |          |           | ✔         |                                                | Bill Kroyer                           | Doreen Denning               | [ 1 ]       |
| 1996    | 29 november  | Monopol                                      | ✔        |           |           | Ernst Fröberg                                  | Claes Eriksson                        |                              | [ 1 ]       |
| 1996    | 29 november  | Lilla Jönssonligan och cornflakeskuppen      | ✔        |           |           | morfar Elis                                    | Christjan Wegner                      |                              | [ 1 ]       |
| 1997    | 28 november  | Lilla Jönssonligan på styva linan            | ✔        |           |           | morfar Elis                                    | Christjan Wegner                      |                              | [ 1 ]       |
| 2001    | 8 februari   | Monsters, Inc.                               |          | ✔         |           | Henry J. Waternoose                            | P. Docter/L. Unkrich/D. Silverman     | Anna Nyman                   | [ 1 ]       |
| 2001    | 14 mars      | Lady och Lufsen II: Ludde på äventyr         |          | ✔         |           | Trofast                                        | Darrell Rooney/Jeannine Roussel       | Stefan Berglund/Anders Öjebo | [ 9 ]       |
| 2003    | 7 februari   | Djungelboken 2                               |          | ✔         |           | Shere Khan                                     | Steve Trenbirth                       | Monica Forsberg              | [ 1 ]       |
| –       | –            | Stall-Erik och snapphanarna (arbetstitel)    | ✔        |           |           | bonde (inspelad 2010)                          | Anders Olofsson                       |                              | [ 1 ]       |
| Premiär | Premiär      | Produktion (fetmarkering = originalversion)  | Insatser | Insatser  | Insatser  | Insatser                                       | Regissör                              | (Dubbningsregissör)          | Ref.        |
| år      | dag          | Produktion (fetmarkering = originalversion)  | skåd.    | röstskåd. | berättare | roll                                           | Regissör                              | (Dubbningsregissör)          | Ref.        |

### Kortfilmer
| Premiär | Premiär      | Produktion (fetmarkering = originalversion) | Längd (min.) | Insatser | Insatser  | Insatser  | Insatser                     | Regissör          | (Dubbningsregissör) | Ref.          |
| år      | dag          | Produktion (fetmarkering = originalversion) | Längd (min.) | skåd.    | röstskåd. | berättare | roll                         | Regissör          | (Dubbningsregissör) | Ref.          |
| ------- | ------------ | ------------------------------------------- | ------------ | -------- | --------- | --------- | ---------------------------- | ----------------- | ------------------- | ------------- |
| 1948    | 19 augusti   | De kämpade sig till frihet                  | 37           | ✔        |           |           | strejkande arbetare          | Arne Bornebusch   |                     |               |
| 1948    |              | Detta är LO                                 | 31           |          |           | ✔         |                              | Egil Holmsen      |                     | [ 11 ]        |
| 1954    |              | 15 sängar                                   |              |          |           | ✔         |                              | Torgny Wickman    |                     |               |
| 1956    |              | Försvar för slingervägar                    | 13           |          |           | ✔         |                              | Torgny Wickman    |                     |               |
| 1957    | 20 maj       | Benjamin och jag                            | 20           |          |           | ✔         |                              | Hamilton Luske    | Olof Thunberg       | [ 12 ]        |
| 1958    |              | Med Valle till fjälls                       |              |          |           | ✔         |                              | Torgny Wickman    |                     |               |
| 1958    | 23 juni      | En skogssaga om sävdykarens liv             | 9            |          |           | ✔         |                              | Yngve Gamlin      |                     |               |
| 1959    |              | Lever lortsverige?                          | 14           |          |           | ✔         |                              | Torgny Wickman    |                     | [ 13 ]        |
| 1959    |              | Brevet                                      |              | ✔        |           |           |                              | Alex. Jute        |                     |               |
| 1961    | 18 september | Värden i din vård: socialreportage          | 23           |          |           | ✔         |                              | Torgny Wickman    |                     |               |
| 1961    |              | Bakomfilm Nattvardsgästerna                 | 49           | ✔        |           |           |                              | Ingmar Bergman    |                     | [ 14 ]        |
| 1963    |              | ... som i en väv                            | 39           |          |           | ✔         |                              | Curt Strömblad    |                     |               |
| 1965    |              | Pengar finns dom?                           |              | ✔        |           |           |                              | Gunnar Höglund    |                     |               |
| 1965    | 15 februari  | Sängen: en respektlös historik              | 14           |          | ✔         | ✔         |                              | Mac Ahlberg       |                     |               |
| 1976    |              | Oscarsteatern 70 år                         | 14           | ✔        |           |           |                              |                   |                     |               |
| 1976    |              | Ögat och tummen                             | 11           |          |           | ✔         |                              | Olle Karlsson     |                     | [ 15 ]        |
| 1983    |              | Sport-Billy och fotbollsmysteriet           |              |          | ✔         |           | Willy(?)                     |                   |                     | [ 16 ] [ 17 ] |
| o.å.    |              | Tintin                                      |              |          | ✔         |           | Haddock(?) Ingenjör Wolff(?) |                   |                     | [ 18 ]        |
| 1989    |              | Motor Mania                                 |              |          |           | ✔         |                              | Jack Kinney       |                     | [ 19 ]        |
| 2002 ca |              | På luffen i Boo                             | 54           | ✔        |           |           |                              | Johanna Ställberg |                     | [ 20 ]        |
| 2010    |              | Abuni reklamfilm                            | 0:20         |          |           | ✔         |                              |                   |                     | [ 21 ]        |
| 2010    |              | ASEA i Västerås                             |              |          |           | ✔         |                              | Jan-Åke Alkeblad  |                     | [ 22 ] [ 23 ] |
| 2015    | 23 mars      | Nya Bamses Värld                            | 1:34         |          |           | ✔         |                              |                   |                     | [ 24 ]        |
| Premiär | Premiär      | Produktion (fetmarkering = originalversion) | Längd (min.) | Insatser | Insatser  | Insatser  | Insatser                     | Regissör          | (Dubbningsregissör) | Ref.          |
| år      | dag          | Produktion (fetmarkering = originalversion) | Längd (min.) | skåd.    | röstskåd. | berättare | roll                         | Regissör          | (Dubbningsregissör) | Ref.          |

## TV

### Roller
| Premiär | Premiär      | Produktion | Insatser | Insatser  | Insatser  | Insatser                          | Regissör | Kanal   | Ref.                        |
| år      | dag          | Produktion | skåd.    | röstskåd. | berättare | roll                              | Regissör | Kanal   | Ref.                        |
| ------- | ------------ | --- | -------- | --------- | --------- | --------------------------------- | --- | ------- | --------------------------- |
| 1958    | 18 oktober   | Greta och Albert (del 7 av 8) Peg Lynch och Herbert Grevenius | ✔        |           |           |                                   | Hans Lagerkvist | TV0     | [ 25 ]                      |
| 1958    | 8 november   | Titta i november Karl Sjunnesson | ✔        |           |           |                                   | | TV0     | [ 26 ] [ 27 ]               |
| 1961    | 9 juni       | Drottningar av Frankrike Thornton Wilder | ✔        |           |           | M’su Cahusac, advokat             | Josef Halfen | TV0     | [ 28 ]                      |
| 1961    | 9 september  | Lördag med Lill-Babs | ✔        |           |           |                                   | | TV0     | [ 29 ]                      |
| 1963    | 16 februari  | Villervalle i Söderhavet (13 delar) Torgny Anderberg och Bengt Danielsson 1. Familjerådet 1963-02-16 2. Atomspionerna 3. Tahiti 4. Noaks ark 5. Raroia 6. Doktorn kommer 7. Fiskafänge 8. Hajäventyret 9. Kopraön 10. Spökgroparna 11. Pärldykarna 12. Skeppsbrutna 13. Sköldpaddejakt 1963-05-18 | ✔        |           |           | Dr Ernst Botman, näringsexpert    | Torgny Anderberg | TV0     |                             |
| 1965    | 3 september  | En historia till fredag (4 delar) Karl Sjunnesson, Peer Guldbrandsen och Lars Widding 1. 1965-09-03 2. 1965-09-10 3. 1965-09-17 4. 1965-09-24 | ✔        |           |           | TT-redaktör och historieberättare | Åke Falck | TV0     | [ 32 ] [ 33 ] [ 34 ] [ 35 ] |
| 1965    | 11 oktober   | Herr Dardanell och hans upptåg på landet August Blanche | ✔        |           |           | Herr Dardanell                    | Johan Bergenstråhle                                                                                                   | TV0     | [ 36 ]                      |
| 1965    |              | Niklasons Lars Björkman och Ove Magnusson | ✔        |           |           | Karp                              | Hasse Ekman | TV0     |                             |
| 1966    | 26 december  | Mästerdetektiven Blomkvist på nya äventyr Astrid Lindgren | ✔        |           |           | Polis Rudolf Rask                 | Etienne Glaser | TV0     |                             |
| 1967    | 2 oktober    | Proviekationer Eva Moberg | ✔        |           |           |                                   | Håkan Ersgård | TV0     | [ 37 ]                      |
| 1968    | 12 februari  | Hönssoppa med korngryn Arnold Wesker | ✔        |           |           | Hymie Kossof                      | Jan Molander | TV0     | [ 38 ]                      |
| 1968    | 24 mars      | Lärda fruntimmer Molière | ✔        |           |           | Vadius                            | Keve Hjelm | TV0     | [ 39 ] [ 40 ]               |
| 1968    | 2 juni       | Pygmalion George Bernard Shaw | ✔        |           |           | Alfred Doolittle                  | Kåre Santesson | TV0     | [ 41 ]                      |
| 1968    | 29 september | Så går det till här i världen William Congrave | ✔        |           |           | Sir Wilfull Witwould              | Henrik Dyfverman | TV0     | [ 42 ]                      |
| 1968    | 9 november   | Private Entrance Leonard Britt | ✔        |           |           | Carl Stromer                      | Lawrence Dobkin |         | [ 43 ] [ 44 ]               |
| 1968    | 25 december  | Markurells i Wadköping (3 av 4 delar) Hjalmar Bergman (bearbetning: Gustaf Molander) 1. 1968-12-25 3. 1969-01-05 4. 1969-01-11 | ✔        |           |           | rektor Blidberg                   | Hans Dahlin | TV0     |                             |
| 1969    | 20 januari   | Biprodukten Lars Ardelius | ✔        |           |           | Bubben, programledare             | Kurt-Olof Sundström                                                                                                   | TV0     | [ 45 ]                      |
| 1969    | 6 september  | Håll polisen utanför (6 delar) Maria Lang 1. 1969-09-06 2. 1969-09-13 3. 1969-09-20 4. 1969-09-27 5. 1969-10-04 6. 1969-10-11 | ✔        |           |           | kommissarie Brynolf               | Hans Dahlin | TV0     |                             |
| 1969    | 10 november  | Vårdaren Lars Ardelius och Bengt Bratt | ✔        |           |           | Bergström                         | Håkan Ersgård | TV0     | [ 52 ]                      |
| 1969    | 7 december   | Lyckans dar Samuel Beckett | ✔        |           |           |                                   | Kurt Olof Sundström                                                                                                   | TV1     | [ 53 ]                      |
| 1969    | 23 december  | Tomtar på loftet (4 delar) Hamnerich, Knud Poulsen & Leif Panduro; bearb. Björn Lindroth | ✔        |           |           |                                   | | TV1     | [ 54 ] [ 55 ]               |
| 1970    | 1 februari   | Nu kommer 70-talet: Röda rummet 1979 Göran Bengtson, Lennart Engström, Harald Westman, A. Strindberg | ✔        |           |           |                                   | Harald Westman | TV1     | [ 56 ]                      |
| 1970    | 22 mars      | Röda rummet (4 av 9 delar) August Strindberg (bearbetning: Herbert Grevenius) 1. 1970-03-22 3. 1970-03-29 4. 1970-04-05 8. 1970-05-03 | ✔        |           |           | Carl Nicolaus Falk                | Bengt Lagerkvist | TV1     |                             |
| 1970    | 29 november  | Regnbågslandet Roger Benson |          | ✔         |           | röstskådespeleri                  | Roger Benson | TV1     | [ 57 ]                      |
| 1970    | 27 december  | Ett dockhem Henrik Ibsen | ✔        |           |           | doktor Rank                       | Per Sjöstrand | TV1     | [ 58 ] [ 59 ]               |
| 1972    | 28 januari   | Fredag med familjen Kruse Magnus Härenstam och Lasse Åberg | ✔        |           |           |                                   | | TV2     | [ 60 ] [ 61 ]               |
| 1972    | 30 april     | Om dessa buskar kunde tala … Björn Barlach m.fl. | ✔        |           |           |                                   | Olof Thunberg | TV1     | [ 62 ]                      |
| 1972    | 1 oktober    | Agaton Sax och bröderna Max (4 delar) Leif Krantz 1. 1972-10-01 2. 1972-10-08 3. 1972-10-15 4. 1972-10-22 |          | ✔         |           | Agaton Sax (röst)                 | Stig Lasseby Röstregi: Helge Hagerman                                                                                 | TV2     | [ 63 ] [ 64 ] [ 65 ]        |
| 1972    | 17 november  | Bröderna Malm, säsong 1 (6 delar) Svante Foerster och Björn Lindroth 1. 1972-11-17 – Genom eld och vatten 2. 1972-11-24 – Sylvia 3. 1972-12-01 – Rosen 4. 1972-12-08 –El Fortuna 5. 1972-12-15 – Fågeln 6. 1972-12-22 – Uppbrottet | ✔        |           |           | Björn Malm                        | Hans Dahlin | TV2     |                             |
| 1972    | 23 december  | Bamse – världens starkaste björn (7 delar) Rune Andréasson 1. 1972-12-23 – Skattsökarfärden (1/2) 2. 1972-12-24 – Skattsökarfärden fortsättning (2/2) 3. 1972-12-25 – Vulkanutbrottet (1/2) 4. 1972-12-26 – XYZ-saften (Bamse och draken) (2/2) 5. 1972-12-30 – Vargen äter dunderhonung 6. 1972-12-31 – Flygande mattan (1/2) 7. 1973-01-01 – Bamse möter en trollkarl (2/2) |          | ✔         | ✔         | berättare och röster              | Rune Andréasson | TV1     |                             |
| 1973    | 22 januari   | Ett köpmanshus i skärgården (2 av 6 delar) Olle Mattson 4. Oväntade gäster och husvisitation 1973-01-22 6. Sista underrättelserna från vännerna på Svartskär 1973-02-04 | ✔        |           |           | Kommissarien                      | Åke Falck | TV1     | [ 40 ]                      |
| 1973    |              | Makt på spel Bo Andersson, Staffan Roos och Åke Ortmark | ✔        |           |           | Edward Lundberg                   | Staffan Roos | TV2     |                             |
| 1973    | 6 december   | Bröderna Malm, säsong 2 (7 delar) Svante Foerster och Björn Lindroth 1. 1973-12-06 – Årsta Holmar 2. 1973-12-13 – Dorrit 3. 1973-12-20 – Kopplet 4. 1973-12-27 – Bålet 5. 1974-01-03 – Fribrytaren (sic!) 6. 1974-01-10 – Utvägen 7. 1974-01-17 – Sara Malm | ✔        |           |           | Björn Malm                        | Hans Dahlin | TV2     |                             |
| 1975    | 5 januari    | Familjen White (2 delar) Lars Lambert |          |           | ✔         | berättare                         | Lars Lambert | TV2     | [ 66 ] [ 67 ]               |
| 1975    | 18 juni      | Min hustru eller En natt i Falkenberg i översättning av Jonas Philipsson fritt efter H.C. Andersen | ✔        |           |           | Tobias Knubb                      | Hans Dahlin | TV2     | [ 68 ] [ 69 ]               |
| 1976    | 12 januari   | Scapins rackartyg Molière | ✔        |           |           | Scapin                            | Kurt-Olof Sundström                                                                                                   | TV1     |                             |
| 1976    | 23 februari  | På flykt undan mina landsmän Carl-Henning Wijkmark | ✔        |           |           | Gustav Johansson                  | Hans Dahlin | TV1     | [ 70 ]                      |
| 1976    | 24 oktober   | Agaton Sax (3 delar) Leif Krantz, efter Nils-Olof Franzéns deckare 1. Den ljudlösa sprängämnesligan 1976-10-24 2. Kolossen på Rhodos 1976-10-31 3. Det gamla pipskägget 1976-11-07 |          | ✔         |           | Agaton Sax (röst)                 | | TV2     | [ 71 ] [ 72 ] [ 73 ] [ 74 ] |
| 1976    | 16 december  | Berättelser från landet |          |           | ✔         | berättare                         | | TV1     | [ 75 ]                      |
| 1977    | 5 januari    | Friaren som inte ville gifta sig Jean-Baptiste Molière | ✔        |           |           | Géronimo                          | Bernt Callenbo | TV2     | [ 76 ]                      |
| 1977    | 23 april     | Semlons gröna dalar (1 av 3 delar) Povel Ramel 2. Minkfällan | ✔        |           |           | advokat                           | Lasse Hallström och Povel Ramel                                                                                       | TV2     |                             |
| 1977    |              | Bröderna (serie) Erland Josephson | ✔        |           |           | regissör                          | Jackie Söderman | TV1     |                             |
| 1981    | 27 januari   | Fortunios visa Musik: Jacques Offenbach. Sv. text: Kalle Sjunnesson. | ✔        |           |           | Guillaume                         | Bernt Callenbo | TV2     | [ 77 ]                      |
| 1981    | 18 april     | Bamse – världens starkaste björn (2 delar) Rune Andréasson 1. Den lilla åsnan (1/2) 1981-04-18 2. Den stora kapplöpningen (2/2) 1981-04-19 |          | ✔         | ✔         | berättare och röster              | Rune Andréasson | TV1     |                             |
| 1981    |              | Svenska Sesam | ✔        |           |           | Sotén, brandchef                  | Birgitta Götestam och Peter Flack                                                                                     | TV2     | [ 78 ]                      |
| 1981    | 1 november   | Genombrottet Jan Guillou | ✔        |           |           | folkpartist                       | Bengt Lagerkvist | TV1     | [ 79 ]                      |
| 1981    | 31 december  | Syrsan vid Times Square Chuck Jones, efter en bok av George Selden |          | ✔         |           | röst (dubbning)                   | Chuck Jones | TV2     | [ 80 ]                      |
| 1982    | 7 februari   | Nattvägen Kåge Jonsson och Karl-Rune Nordkvist | ✔        |           |           | Prästen                           | Kåge Jonsson | TV1     | [ 81 ] [ 82 ]               |
| 1982    | 7 maj        | Dubbelsvindlarna (del 3 av 3: "En död tiger") Per Berglund | ✔        |           |           | Utredare                          | Per Berglund | TV2     |                             |
| 1983    | 19 september | Här har ni hans liv! Ulla Isaksson och Vilgot Sjöman | ✔        |           |           | Herr Markurell                    | Vilgot Sjöman | TV1     | [ 84 ]                      |
| 1985    | 20 januari   | "Liten tuva..." (6 delar) Gottfrid Grafström och Eva Moberg | ✔        |           |           | morfar Bo                         | Lennart Kollberg | TV2     | [ 85 ]                      |
| 1990    | 22 oktober   | Kära farmor (2 av 6 delar) Sven Delblanc 3. 1990-10-22 4. 1990-10-29 | ✔        |           |           | Mon Cousin                        | Bernt Callenbo | Kanal 1 |                             |
| 1990    | 25 december  | Släng din peruk! Lars Sjöberg | ✔        |           |           |                                   | | Kanal 1 | [ 86 ]                      |
| 1991    | 13 januari   | Bamse i Trollskogen Rune Andréasson |          | ✔         | ✔         | berättare och röster              | Rune Andréasson | Kanal 1 |                             |
| 1991    | 19 september | Storstad, säsong 3 (del 2 av 11) Peter Emanuel Falck och avsnittsförf. Louise Boije af Gennäs | ✔        |           |           | Fabian Borg                       | Karin Falck | Kanal 1 | [ 40 ]                      |
| 1991    | 17 december  | Sunes jul (del 17 av 24: "Farmor och farfar") Anders Jacobsson och Sören Olsson | ✔        |           |           | farfar                            | Stephan Apelgren | Kanal 1 |                             |
| 1992    | 11 mars      | Blandaren – 127 år (serie) |          | ✔         |           | röst                              | Pelle Berglund | Kanal 1 | [ 87 ]                      |
| 1993    | 14 december  | Allis med is (6 delar) Gunilla Linn Persson 1. Främlingar 1993-12-14 2. Tjuven 1993-12-21 3. 4. En dålig dag 1994-01-04 5. Sanningens minut 1994-01-11 6. | ✔        |           |           | morfar                            | Christjan Wegner | Kanal 1 |                             |
| 1994    | 9 november   | Tre Kronor, säsong 1 (2 av 13 delar) Peter Emanuel Falck och Christian Wikander 8. 1994-11-09 (avsnittsförfattare: Hans Rosenfeldt) 9. 1994-11-16 (avsnittsförfattare: Anders Joost) | ✔        |           |           | Kyrkoherden                       | Jonas Grimås | TV4     |                             |
| 1995    | 3 november   | Sjukan, säsong 1 (1 av 12 delar) Originalmanus: Eric Chappell. Svenskt manus: Anders Albien. 8. Hans sista vilja | ✔        |           |           | Österman                          | Hans Klinga | Kanal 1 | [ 40 ]                      |
| 1995    | 29 november  | Tre Kronor, säsong 3 (4 av 13 delar) Peter Emanuel Falck och Christian Wikander 35. 1995-11-29 (avsnittsförf.: Åsa Furuhagen) 37. 1995-12-13 (avsnittsförf.: Anders Brundin) 38. 1995-12-20 (avsnittsförf.: Laszlo Bengtsson) 39. 1995-12-27 (avsnittsförf.: Hans Rosenfeldt) | ✔        |           |           | Kyrkoherden                       | Pontus Klänge (avsnitt 35) Magnus Skogsberg (avsnitt 37–39)                                                           | TV4     |                             |
| 1995    | 25 december  | Jeppe på berget Bernt Callenbo, efter pjäs av Ludvig Holberg | ✔        |           |           | kammartjänaren                    | Bernt Callenbo | Kanal 1 |                             |
| 2000    | 16 oktober   | Soldater i månsken (del 3 av 4) Klas Östergren | ✔        |           |           | grannen                           | Tomas Alfredson | SVT1    | [ 92 ]                      |
| 2001    | 23 mars      | Återkomsten (2 av 3 delar) Ulf Ryberg, efter en roman av Håkan Nesser 2. 2001-03-23 3. 2001-03-30 | ✔        |           |           | domare Bloom                      | Martin Asphaug | SVT1    |                             |
| 2003    | 3 mars       | Solbacken: Avd. E (5 delar) Carin Mannheimer 1. 2003-03-03 2. 2003-03-10 3. 2003-03-17 4. 2003-03-24 5. 2003-03-31 | ✔        |           |           | Tommy                             | Carin Mannheimer | SVT1    |                             |
| 2003    | 21 oktober   | Spung 2.0, säsong 2 (1 av 18 delar) Pia Gradvall och Cilla Jackert 1. Jag nöjer mig inte med vad som helst |          |           | ✔         | berättare                         | Måns Mårlind | SVT2    |                             |
| 2012    | 22 november  | Drömyrket (14 delar) Malin Jakobsson, Ingela Karlsson & Gustav Rangsjö 1. Läkare (avsnittsförf.: Jakobsson) 2012-11-22 2. Hundskötare (avsnittsförf.: Ingela Karlsson) 2012-11-29 3. Inspicient (avsnittsförf.: Rangsjö) 2012-12-06 4. Hotellstäderska (avsnittsförf.: Jakobsson) 2012-12-13 5. Servicetekniker (avsnittsförf.: Jakobsson) 2012-12-20 6. Bagagehanterare (avsnittsförf.: Ingela Karlsson) 2012-12-20 7. Präst (avsnittsförf.: Jakobsson) 2012-12-20 8. Datatekniker (avsnittsförf.: Rangsjö) 2012-12-20 9. Besiktningstekniker (avsnittsförf.: Rangsjö) 2012-12-20 10. Arkitekt (avsnittsförf.: Ingela Karlsson) 2012-12-20 11. Rymdforskare (avsnittsförf.: Ingela Karlsson) 2012-12-20 12. Musikproducent (avsnittsförf.: Rangsjö) 2012-12-20 13. Nyhetsreporter (avsnittsförf.: Jakobsson) 2012-12-20 14. Vaktmästare (avsnittsförf.: Ingela Karlsson) 2012-12-20 |          |           | ✔         | berättare                         | Malin Jakobsson (del 1, 4, 5, 7 och 13) Ingela Karlsson (del 2, 6, 10, 11 och 14) Gustav Rangsjö (del 3, 8, 9 och 12) | SVT2    | [ 107 ]                     |

### Regi
| Premiär | Premiär     | Produktion                   | Längd    | Manusförfattare     | Kanal | Ref.            |
| ------- | ----------- | ---------------------------- | -------- | ------------------- | ----- | --------------- |
| 1969    | 17 november | Galgmannen                   |          | Runar Schildt       | TV0   | [ 108 ]         |
| 1970    | 31 december | Vem var jag?                 |          | Karl Sjunnesson     | TV1   | [ 109 ]         |
| 1971    | 23 maj      | Söndagspromenaden            | 119 min. | Lars Forssell       | TV1   | [ 110 ] [ 111 ] |
| 1972    | 30 april    | Om dessa buskar kunde tala … |          | Björn Barlach m.fl. | TV1   | [ 62 ]          |

## Radioteater

### Roller
| År   | Datum           | Kanal | Roll                          | Produktion | Regi                  | Ref.                    |
| ---- | --------------- | ----- | ----------------------------- | --- | --------------------- | ----------------------- |
| 1950 | 30 april        |       | Jepsen, bonde på Amager       | En söndag på Amager Johanne Luise Heiberg                                                                                    | Calle Flygare         | [ 112 ]                 |
| 1951 |                 |       | Farbror Einar                 | Mästerdetektiven Kalle Blomkvist (serie) Astrid Lindgren                                                                     |                       | [ 113 ]                 |
| 1951 |                 |       |                               | Doktor Bamse |                       | [ 114 ]                 |
| 1952 | 20 november     |       | Doktor Forenius               | Ett brott Sigfrid Siwertz | Anders Henrikson      | [ 115 ]                 |
| 1952 | 23 november     |       | Gubben Magnusson, pensionär   | Konvaljens avsked Björn-Erik Höijer                                                                                          | Hans Dahlin           | [ 116 ]                 |
| 1952 | 26 december     |       | Albert, busschaufför          | Änkeman Jarl Vilhelm Moberg                                                                                                  | Lars Madsén           | [ 117 ] [ 118 ]         |
| 1953 | 8 januari       |       | Glass försäljaren             | Leokadia Jean Anouilh | Hans Dahlin           | [ 119 ]                 |
| 1953 | 27 januari      |       | En tjänare                    | Hekuba Rabbe Enckell | Palle Brunius         | [ 120 ]                 |
| 1953 | 30 april        |       | Kirk, kårstudent              | Du gamla klang- och jubeltid Operett av Franz von Suppé (text: Joseph Braun)                                                 | Åke Falck             | [ 121 ]                 |
| 1953 | 14 maj          |       | Grannas-Matts                 | Ett spel om en Wäg som till Himla bär Rune Lindström                                                                         | Lars Madsén           | [ 122 ]                 |
| 1953 | 25 maj          |       | Kungen                        | Törnrosa Sångspel av Harry Iseborg efter Zacharias Topelius                                                                  | Barbro Svinhufvud     | [ 123 ]                 |
| 1953 | 16 juni         |       | Värden                        | Regeln och undantaget Bertolt Brecht                                                                                         | Hans Dahlin           | [ 124 ]                 |
| 1953 | 26 juli         |       |                               | Promenad med Carl Michael | Hans Dahlin           | [ 125 ]                 |
| 1953 | 29 november     |       | Golftränaren Sture Olsson     | Vattengraven Kriminalpjäs för radio av Folke Mellvig                                                                         | Lars Madsén           | [ 126 ]                 |
| 1954 | 14 november     |       | Enter, lektor                 | Fusket Lars Widding | Keve Hjelm            | [ 127 ]                 |
| 1955 | 29 maj          |       | Wozzeck, urmakare             | Ostronet och pärlan | Sven Lindberg         | [ 128 ]                 |
| 1955 | 2 september     |       | Kronström, bibliotekarie      | Vandring i ett hus Erik Müller                                                                                               | Hans Dahlin           | [ 130 ]                 |
| 1955 | 26 november     | P2    | Speakern                      | Födelsedagen Alexej Forssell                                                                                                 | Åke Falck             | [ 131 ]                 |
| 1955 | 4 december      | P2    | Prästen                       | Lokomotivet Mario Mattolini                                                                                                  | Olof Thunberg         | [ 132 ]                 |
| 1955 | 17 december     | P2    | Manley, gatuförsäljare        | Tre blinda möss Howard Rodman                                                                                                | Åke Falck             | [ 133 ]                 |
| 1956 | 1 september     | P2    | Knäcksell                     | Positivhataren August Blanche                                                                                                | Hans Dahlin           | [ 134 ]                 |
| 1956 | 9 september     | P1    | Giulio                        | En helt vanlig söndag Vasco Pratolini/Gian Domenico                                                                          | Hans Dahlin           | [ 135 ]                 |
| 1957 | 20 oktober      | P2    | Biskopen i Lima               | Nattvardsvagnen Prosper Mérimée                                                                                              | Hans Dahlin           | [ 136 ]                 |
| 1957 | 1 december      | P1    | Skolmästarn                   | Frans på Stenbacken Gunnar Falkås                                                                                            | Olof Thunberg         | [ 137 ]                 |
| 1957 |                 |       | Joakim                        | Sammansvärjningen (åtm. del 5) N.-O. Franzén                                                                                 | Per Verner-Carlsson   | [ 138 ]                 |
| 1958 | 22 november     | P2    | Hobbs                         | Inspektör Scott: det stora bankrånet                                                                                         | Börje Mellvig         | [ 139 ]                 |
| 1959 | 21 februari     | P2    | Ritchie                       | Fallet Spencer (serie i 8 delar) Francis Durbridge                                                                           |                       | [ 140 ]                 |
| 1959 | 21 mars         | P1    | Olof                          | Svenska rocken Tage Danielsson                                                                                               | Tage Danielsson       | [ 141 ]                 |
| 1959 | 8 september     | P1    | Adjunkt Sundberg              | Minns ni det än? (serie) Lennart Forsberg                                                                                    | Lars Ekborg           | [ 142 ] [ 143 ] [ 144 ] |
| 1960 | 25 december     | P1    | Karl Ludvig                   | Kvartetten som sprängdes Birger Sjöberg                                                                                      | Åke Falck             | [ 145 ]                 |
| 1960 | ?               | ?     | de sju dvärgarna              | Musiksagan: Snövit och de sju dvärgarna                                                                                      |                       | [ 146 ]                 |
| 1961 | 19 april        | P1    |                               | Kommissarie Snok (serie) Arild Feldborg                                                                                      | Eddie Stenberg        | [ 147 ]                 |
| 1961 | 2 juli          | P1    | Köttberg, slaktare            | Ett misshumör går vidare Soya                                                                                                | Hans Dahlin           | [ 148 ]                 |
| 1961 | 26 december     | P1    | Jan Andersson, en dräng       | Hyrkuskens berättelser Episoder ur August Blanches Stockholmsskildring (radiodramatisering: Gunnar Wersén)                   | Per Verner-Carlsson   | [ 149 ] [ 150 ]         |
| 1962 |                 |       | Eno, en gammal gubbe          | Mio, min Mio Astrid Lindgren                                                                                                 | Maj Samzelius         | [ 151 ]                 |
| 1963 | 26 maj          | P1    | Ett borgarråd                 | Trivselmyra story Lars Björkman                                                                                              | Hans Lagerkvist       | [ 152 ]                 |
| 1964 | 21 februari     | P2    | Benjamin                      | Precis vad man trodde … Claude Marais och Carlos d’Aguila                                                                    |                       | [ 153 ]                 |
| 1965 | 5 september     | P1    |                               | I plommonstop och paraply (serie) J. Mortimer/B. Cooke/E. Tayler                                                             | Per Verner-Carlsson   | [ 156 ]                 |
| 1965 |                 |       |                               | Dickie Dick Dickens (serie) Rolf och Alexandra Becker                                                                        | Åke Blomström         | [ 157 ]                 |
| 1965 | december        |       | Tréville                      | De tre musketörerna (serie) Dumas                                                                                            | Johan Bergenstråhle   | [ 158 ]                 |
| 1966 | 12 februari     | P1    | Skräcken                      | Badarna Lars Adelius | Göran Graffman        | [ 159 ]                 |
| 1966 | 4 mars          | P1    | Mouscueton                    | Den siste musketören (serie) J. Dumas                                                                                        | Per Verner-Carlsson   | [ 160 ]                 |
| 1966 | annandag pingst | P1    | Farbror Agapetus              | Den 35 maj Erich Kästner | A.R. Pettersson       | [ 161 ]                 |
| 1966 | 10 oktober      | P2    |                               | Alexander och Kleopatra L. Jochimsen                                                                                         | Göran Graffman        | [ 162 ]                 |
| 1966 | 20 november     | P1    | Otto FN-kapten                | Ingenmans land T. Zetterholm                                                                                                 | H. Dahlin             | [ 163 ]                 |
| 1966 | 22 november     | P2    | Sir Harry                     | Målet avsågat A. Gosling | Göran Graffman        | [ 164 ]                 |
| 1967 | 19 februari     | P1    | Jim, en matros                | Resan G.Schehadé | A. Forsberg           | [ 165 ]                 |
| 1967 | 19 mars         | P1    | Förvaltaren                   | Stella Johann Wolfgang von Goethe                                                                                            | Ulf Palme             | [ 166 ] [ 167 ]         |
| 1967 | 1 april         | P1    |                               | Hoppikoptern (serie) B. Lindroth                                                                                             |                       | [ 168 ]                 |
| 1968 | 28 januari      | P1    | Sten Swartz, direktör         | In i Norden L Ardelius | Börje Mellvig         | [ 169 ]                 |
| 1968 | 16 november     | P1    |                               | Mr Nån – världens största skurk (serie) Björn Lindroth                                                                       |                       | [ 170 ]                 |
| 1969 | 26 mars         | P2    |                               | Datamaskinen och företaget Björn Runeborg                                                                                    |                       | [ 171 ]                 |
| 1969 | 10 maj          | P1    | Olle, en gammal vän till Ivan | Resan till Falkenberg (serie) Evan Storm                                                                                     | Staffan Olzon         | [ 173 ]                 |
| 1970 | 6 juni          | P1    | Hennes chef                   | Självrespekt Bertil Schütt                                                                                                   | Börje Mellvig         | [ 174 ] [ 175 ]         |
| 1970 | 28 november     | P1    |                               | Ture Sventon i Stockholm (serie) Åke Holmberg                                                                                | Allan Rune Pettersson | [ 176 ] [ 177 ]         |
| 1970 | 18 december     | P1    |                               | Onkel Tops stuga Red Top |                       | [ 178 ]                 |
| 1971 | 2 januari       | P1    | Andre mannen                  | Detektivleken M. Gyarfas | Börje Mellvig         | [ 179 ]                 |
| 1971 | 18 juli         | P1    |                               | Semmelweis Jens Björneboe | A. Forsberg           | [ 180 ]                 |
| 1971 | 29 december     | P1    |                               | Ture Sventon i Paris (serie) Åke Holmberg                                                                                    | Allan Rune Pettersson | [ 181 ]                 |
| 1972 | 5 februari      | P1    |                               | Långdistanspianospelaren Allan Sharp                                                                                         | Arne Forsberg         | [ 182 ]                 |
| 1972 | 25 juni         | P1    |                               | Marknadsafton Vilhelms Moberg                                                                                                | Pi Lind               | [ 183 ]                 |
| 1972 | 17 september    | P1    | äldre man i Argos             | Agamemnon Aischylos | Ragnar Lyth           | [ 185 ]                 |
| 1972 | 19 december     | P3    |                               | Barnen i höjden (julkalender) del 19                                                                                         |                       | [ 186 ]                 |
| 1973 | 6 maj           | P1    |                               | Väggen, Muren eller När generaldirektören i kriminalvårdsstyrelsen syddes in sex månader för falskdeklaration Björn Runeborg | Börje Mellvig         | [ 187 ]                 |
| 1973 | 1–2 augusti     |       |                               | Sammansvärjningen Del 3: ”De hemliga breven” Del 4: ”Spelet vänder sig”                                                      |                       | [ 188 ] [ 189 ]         |
| 1973 | 25 december     | P1    |                               | Ture Sventon i London (serie) Åke Holmberg                                                                                   | Allan Rune Pettersson | [ 190 ]                 |
| 1974 | 15 april        | P1    |                               | Ett dockhem i fickformat Harald Molander fritt efter Henrik Ibsens drama                                                     | Hans Dahlin           | [ 191 ]                 |
| 1974 | 25 december     | P1    |                               | Ture Sventon i Venedig (serie) Åke Holmberg                                                                                  | Allan Rune Pettersson | [ 192 ]                 |
| 1975 | 6 juli          | P1    |                               | Ingenting är glömt… (serie) Olle Högstrand                                                                                   | Thomas Hellberg       | [ 193 ] [ 194 ]         |
| 1976 | ?               | ?     | Olsson                        | Tordyveln flyger i skymningen (serie) Maria Gripe/Kay Pollak                                                                 | Kay Pollak            | [ 195 ]                 |
| 1977 | 13 februari     | P1    |                               | På väg mot en revolution Anton Tjechov                                                                                       | Gunnel Lindblom       | [ 196 ]                 |
| 1977 | 10 juli         | P1    |                               | Körsbärsträdgården Anton Tjechov                                                                                             | Gunnel Lindblom       | [ 197 ]                 |
| 1978 | 3 september     | P1    | Levander                      | Stipendiet Björn Runeborg | Arne Forsberg         | [ 198 ] [ 199 ]         |
| 1979 | 21 januari      | P1    | Landshövdingen                | Hundarnas timme Björn Runeborg                                                                                               |                       | [ 200 ]                 |
| 1979 |                 |       |                               | Jakobinerna Herbert Grevenius                                                                                                | Arne Forsberg         | [ 201 ]                 |
| 1981 | sommaren        | P3    |                               | En sommarkväll på bryggan Anders Wällhed                                                                                     |                       | [ 202 ]                 |
| 1983 | 22 december     | P1    |                               | Snobbar som Jolo mött |                       | [ 203 ]                 |
| 1993 | 28 juni         | P3    | Leadbetter                    | Häxtävlingen (serie i 8 avsnitt) Eva Ibbotson                                                                                | Hans Klinga           | [ 205 ] [ 206 ]         |
| 1995 | 12 juni         | P1    | Herr Dussel                   | Anne Franks dagbok (serie) Frances Goodrich/Albert Hackett                                                                   | Hans Klinga           | [ 207 ]                 |
| 2003 | 7 augusti       | P1    | Sam MacDougal                 | Faster Robbo (serie) Ann Scott-Moncrieff                                                                                     | Hans Klinga           | [ 208 ]                 |

Se även radioserien I plommonstop och paraply (1963, 1965 och 1970).

### Regi
| År   | Produktion                            | Upphovsmän                                     | Premiär           | Kanal | Ref.    |
| ---- | ------------------------------------- | ---------------------------------------------- | ----------------- | ----- | ------- |
| 1955 | Korgstolen                            | David Ahlqvist                                 | 28 augusti 1955   | (P0)  | [ 209 ] |
| 1955 | Lokomotivet                           | Mario Mattolini                                | 4 december 1955   | P2    | [ 132 ] |
| 1955 | En löskekarl                          | Vilhelm Moberg                                 | 15 december 1955  | P1    | [ 210 ] |
| 1955 | Den djupfrysta piraten                | Eilif Bremdal och Nils Reinhardt-Christensen   |                   |       | [ 211 ] |
| 1956 | Den försvunna staden                  | Charles Parr                                   | 16 januari 1956   | P2    | [ 212 ] |
| 1956 | Bonden och gycklaren                  | Sigvard Mårtensson                             | 6 maj 1956        | P1    | [ 213 ] |
| 1956 | Kontor nr 4                           | Geo H. Blanc                                   | 31 maj 1956       | P1    | [ 214 ] |
| 1956 | Den glömda väntsalen                  | Milo Dor                                       | 15 juni 1956      | P2    | [ 215 ] |
| 1956 | Ulla Winblad gifter sig               | Karl Ragnar Gierow                             | 26 juli 1956      | P1    | [ 216 ] |
| 1956 | Herr Sleeman kommer                   | Hjalmar Bergman                                | 28 augusti 1956   | P1    | [ 217 ] |
| 1956 | Avsked                                | Hjalmar Bergman                                | 28 augusti 1956   | P1    | [ 217 ] |
| 1956 | Moder och barn                        | Stefan Andres efter H.C. Andersen              | 3 november 1956   | P2    | [ 218 ] |
| 1956 | Sjukbesök                             | Gösta Sjöberg                                  | 8 december 1956   | P1    | [ 219 ] |
| 1956 | En otrolig historia                   | Claude Aveline                                 | 20 december 1956  | P2    | [ 220 ] |
| 1957 | Axel och Elsa                         | Staffan Tjerneld                               | 21 januari 1957   | P1    | [ 221 ] |
| 1957 | Ingens samvete tvinga låta            | Tore Zetterholm                                | 14 mars 1957      | P2    | [ 222 ] |
| 1957 | Baldevins bröllop                     | Vilhelm Krag                                   | 12 maj 1957       | P1    | [ 223 ] |
| 1957 | Blå knapp borta                       | Tarjei Vesaas                                  | 16 maj 1957       | P1    | [ 224 ] |
| 1957 | Anna Christie                         | Eugene O’Neill                                 | 4 juli 1957       | P1    | [ 225 ] |
| 1957 | Sanningen om Bébé Donge               | Georges Simenon                                | 6 augusti 1957    | P2    | [ 226 ] |
| 1957 | Lodolezzi sjunger                     | Hjalmar Bergman                                | 12 september 1957 | P1    | [ 227 ] |
| 1957 | Mickelsnatten                         | Gösta Sjöberg                                  | 26 september 1957 | P1    | [ 228 ] |
| 1957 | I tjocka på Atlanten                  | Eugene O’Neill                                 | 3 oktober 1957    | P1    | [ 229 ] |
| 1957 | Kejsar Jones                          | Eugene O’Neill                                 | 3 oktober 1957    | P1    | [ 229 ] |
| 1957 | Frans på Stenbacken                   | Gunnar Falkås                                  | 1 december 1957   | P1    | [ 137 ] |
| 1958 | Skärvor från AB Drömfabriken          | Lars Widding                                   | 3 april 1958      | P1    | [ 230 ] |
| 1959 | Invandrarna (serie)                   | Vilhelm Moberg (radioarr.: Sigvard Mårtensson) | 7 juni 1959       | P1    | [ 231 ] |
| 1960 | Frid och Fröjd (serie)                | Rune Moberg                                    | 13 januari 1960   | P1    | [ 232 ] |
| 1960 | Skuggan av en blekgul häst            | Bruce Stewart                                  | 24 november 1960  | P2    | [ 233 ] |
| 1961 | Modehandlerskan                       |                                                | 15 januari 1961   | P2    | [ 234 ] |
| 1963 | Buss på kontinenten                   | Ove Magnusson                                  | 23 juni 1963      | P1    | [ 235 ] |
| 1965 | Lilla scenen: ”Låna mig en tia”       | Michael Dines                                  | 30 juli 1965      | P1    | [ 236 ] |
| 1965 | Lilla scenen: ”Historien om Karlsson” | Molly Johnsson                                 | 6 augusti 1965    | P1    | [ 237 ] |
| 1975 | Från konglig majt:s spectacler        |                                                | 26 november 1975  | P2    | [ 238 ] |